# Maypacius stuhlmanni
Espèce
Synonymes
- Tetragonophthalma stuhlmanni Bösenberg & Lenz, 1895

Maypacius stuhlmanni est une espèce d'araignées aranéomorphes de la famille des Pisauridae.

## Distribution
Cette espèce se rencontre en Tanzanie et en Afrique du Sud.

## Description
La femelle holotype mesure 12,5 mm.

## Systématique et taxinomie
Cette espèce a été décrite sous le protonyme Tetragonophthalma stuhlmanni par Bösenberg et Lenz en 1895. Elle est placée dans le genre Maypacius par Roewer en 1955.

## Étymologie
Cette espèce est nommée en l'honneur de Franz Stuhlmann.

## Publication originale
- Bösenberg & Lenz, 1895 : « Ostafrikanische Spinnen gesammelt von Herrn Dr. F. Stuhlmann in den Jahren 1888 und 1889. » Jahrbuch der Hamburgischen Wissenschaftlichen Anstalten, vol. 12, no 2, p. 27-51 (texte intégral).